# Nicrophorus vestigator
Nicrophorus vestigator é uma espécie de insetos coleópteros polífagos pertencente à família Silphidae.
A autoridade científica da espécie é Herschel, tendo sido descrita no ano de 1807.
Trata-se de uma espécie presente no território português.